# Llista de colls dels Pirineus

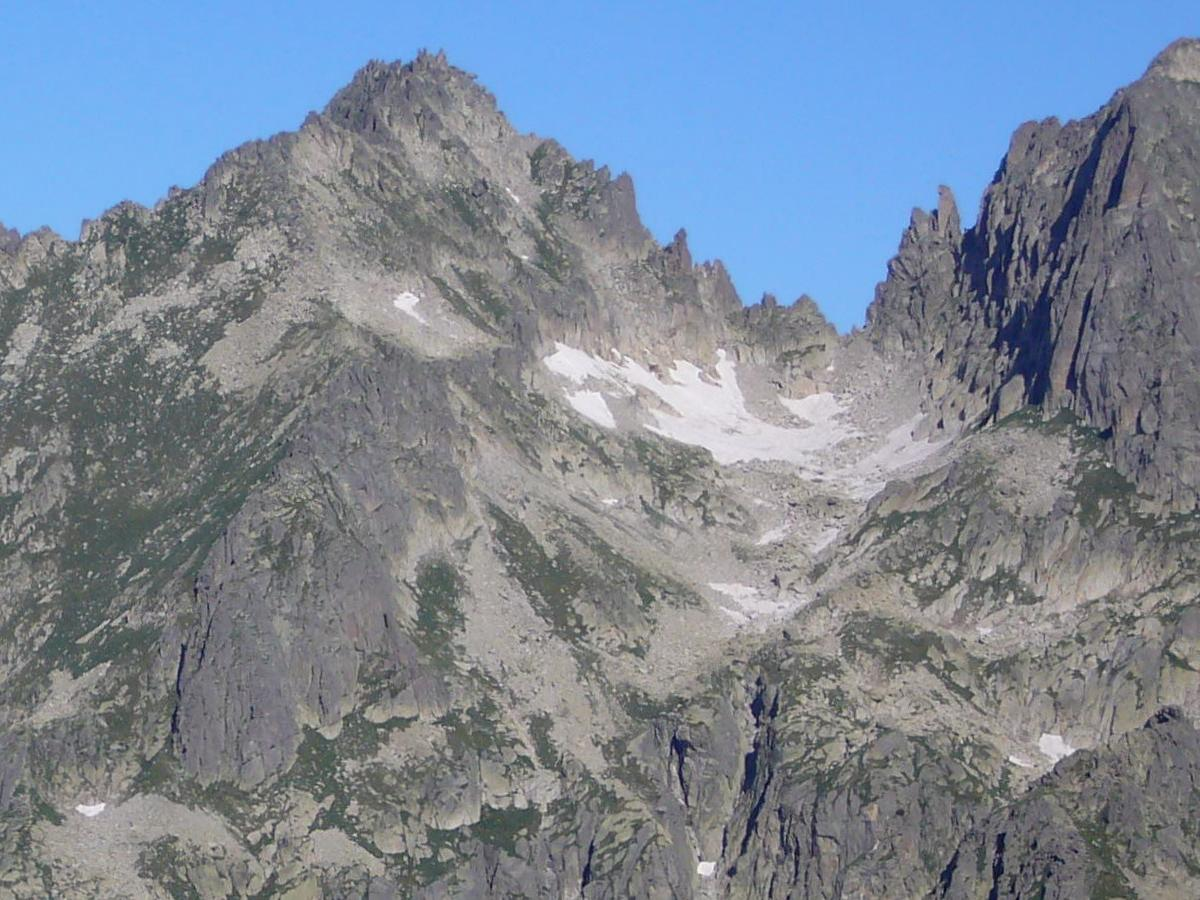
Punta i Coll d'Harlé, i Mussol de Tumeneia

Un coll o collada és una depressió que es troba entre dos cims. Els Pirineus no només són un conjunt de serres (és a dir, una serralada) situades al nord de la península Ibèrica que recorren tot l'istme que l'uneix a Europa, des del mar Mediterrani (cap de Creus) a l'est, fins al mar Cantàbric. També són un conjunt de valls, congosts, rius i collades.

## Colls
- Bretxa de Rotllan.

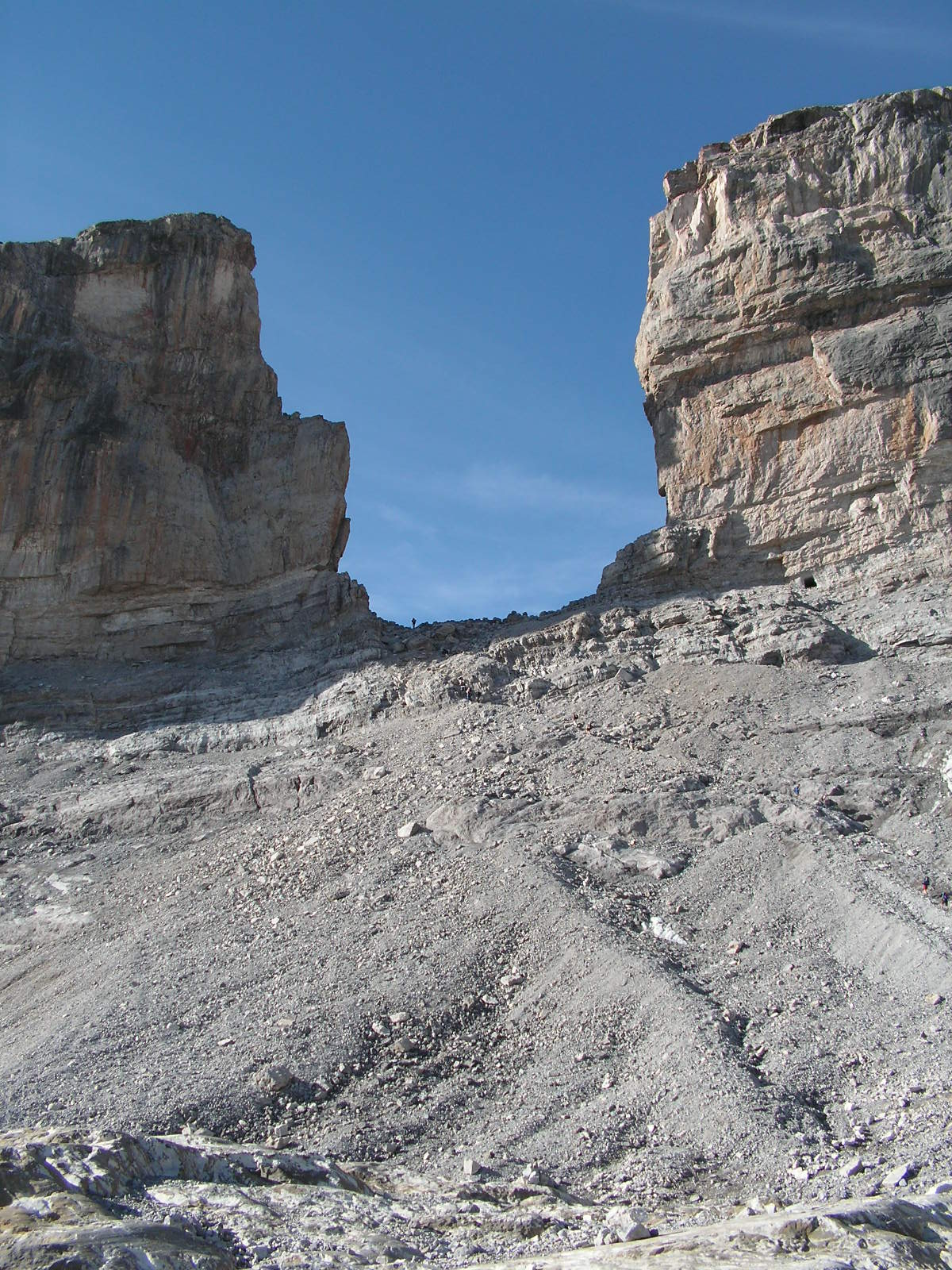
Bretxa de Rotllan al vessant francès

- Coll d'Agnes. Situat al departament de l'Arieja.[3]
- Coll d'Harlé. Depressió situada entre els municipis de la Vall de Boí (Alta Ribagorça) i de Naut Aran (Vall d'Aran), en el límit del Parc Nacional d'Aigüestortes i Estany de Sant Maurici.[4]
- Coll del Frare. Depressió situada entre el municipi de Portbou (Alt Empordà) i França.[5]
- Port de Balès. Collada situada a la frontera entre els departaments francesos dels Alts Pirineus i l'Alta Garona.[6]
- Coll del Tormalet. Port de muntanya dels Pirineus Centrals, situat a la Gascunya.[7]
- Coll d'Aspin. Depressió que uneix la vall de Campan i la vall d'Aura, Sainte-Marie-de-Campan i Àrreu.[8]
- Aubisca. És una depressió situada al departament dels Pirineus Atlàntics, Aquitània.[9]
- Somport. Coll d'Osca, fronterer amb França.[10]
- Coll dels Empedrats. Depressió situada entre el terme de Colera (Alt Empordà) i França.[11]

## Colls i ports del sector andorrà
- Coll de Claror[12]
- Coll de Muntaner.[13]
- Coll de Prat Porceller. Depressió situada entre les Valls de Valira (Alt Urgell) i Andorra.[14]
- Coll de Vista o coll de Vista de Canòlic. Port que separa la vall de Civís (Alt Urgell) i la vall d'Aós (Andorra).[15]
- Port de Caborreu o Caborriu.[16]
- Port d'Envalira. Collada d'Andorra a 2.409 metres d'altitud.[17]
- Port d'Incles[18]
- Port de Juclà[19]
- Port de Rat[20]
- Port de Rialb[21]
- Portella de Varilles[22]

## Colls i ports de l'Alta Ribagorça
- Coll Arenós (Comaltes).
- Coll de la Montanyeta.
- Collada Barrada.
- Collada del Bony Blanc.
- Collada del Pessó.
- Collada dels Gavatxos.
- Colladó d'Aigüissi.
- Coret de Oelhacrestada. Depressió que separa la vall de Valarties (Vall d'Aran) de la vall de Boí (Alta Ribagorça).[23]
- Portarró d'Espot. Coll per on passa l'antic camí de la vall de Boí al Pallars.[24]
- Port de Rus. Collada que separa la vall de Boí de la vall Fosca.[25]

### Colls i ports de l'Alta Ribagorça Occidental
- Port de la Picada,[26] és una depressió del Pirineu axial, entre els trucs de Bargàs i de la Picada (2.530 msnm), a les muntanyes que separen els termes de Viella i Mitjaran (Val d'Aran) i de Benasc (Alta Ribagorça). Té 2.460 m d'alt.
- Coll dels Aranesos. Aquest coll separa la conca de la Garona de la de l'Éssera (Ribagorça).[27]
- Port de Benasc. Coll a 2.444 metres d'altitud, entre la vall de Benasc (Ribagorça) i la de la Pica (Comenge).[28]
- Coll de Fades. Depressió situada entre la vall de l'Éssera i la vall de l'Isàvena, del municipi de Bissaürri (Ribagorça).[29]
- Coll de Lliterola[30]
- Coll de Peranera
- Coll de Saünc[31]
- Collada de vall Hiverna[32]

### Colls i ports de la Baixa Ribagorça Occidental
- Port de les Ares, comunica l'alta vall de l'Isàvena amb la Baixa Ribagorça.[33]

## Ports del sector aranès

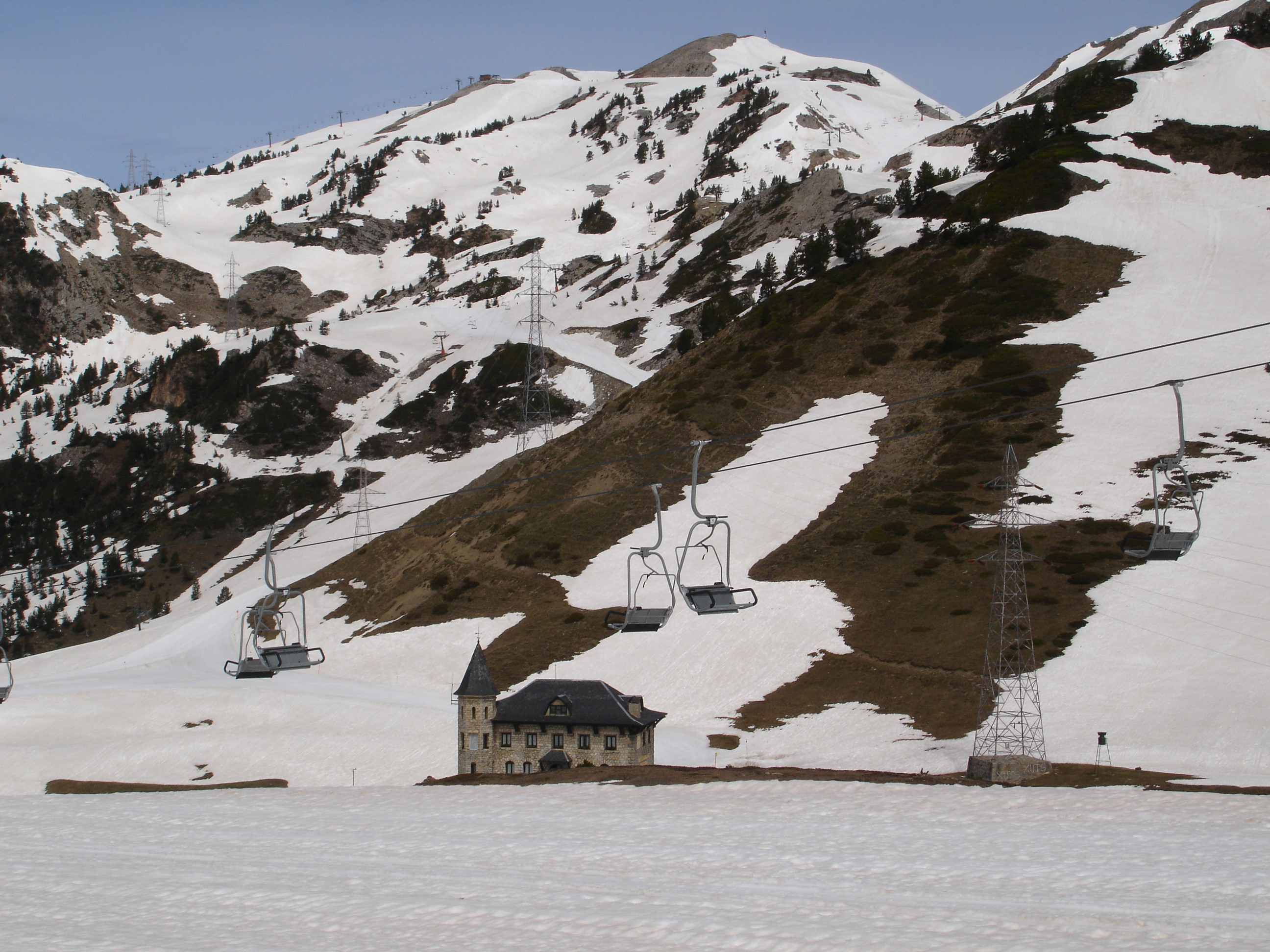
Port de la Bonaigua

- Eth Portilhon. Depressió que separa la Vall d'Aran de Comenge.[34]
- Port de Viella. Coll que separa la conca de la Garona de la conca Noguera Ribagorçana (vall de Barravés).[35]
- Portilló d'Albi. Depressió que separa la Vall d'Aran de Conserans.[36]
- Port de la Bonaigua. Coll que comunica la Vall d'Aran amb el Pallars Sobirà.[37]
- Port d'Era Horqueta. Coll a 2.498 metres d'altitud, entre el pic de Comenge i el de serra Alta.[38]
- Port d'Urets (port d'Orets). Collada situada entre la conca d'Urets i la capçalera de la vall de l'Unhòla (municipi de Bagergue).[39]

## Colls i ports delPallars Sobirà
- Coll Nord de Subenuix.
- Coll Sud de Subenuix.

## Serra de l'Albera

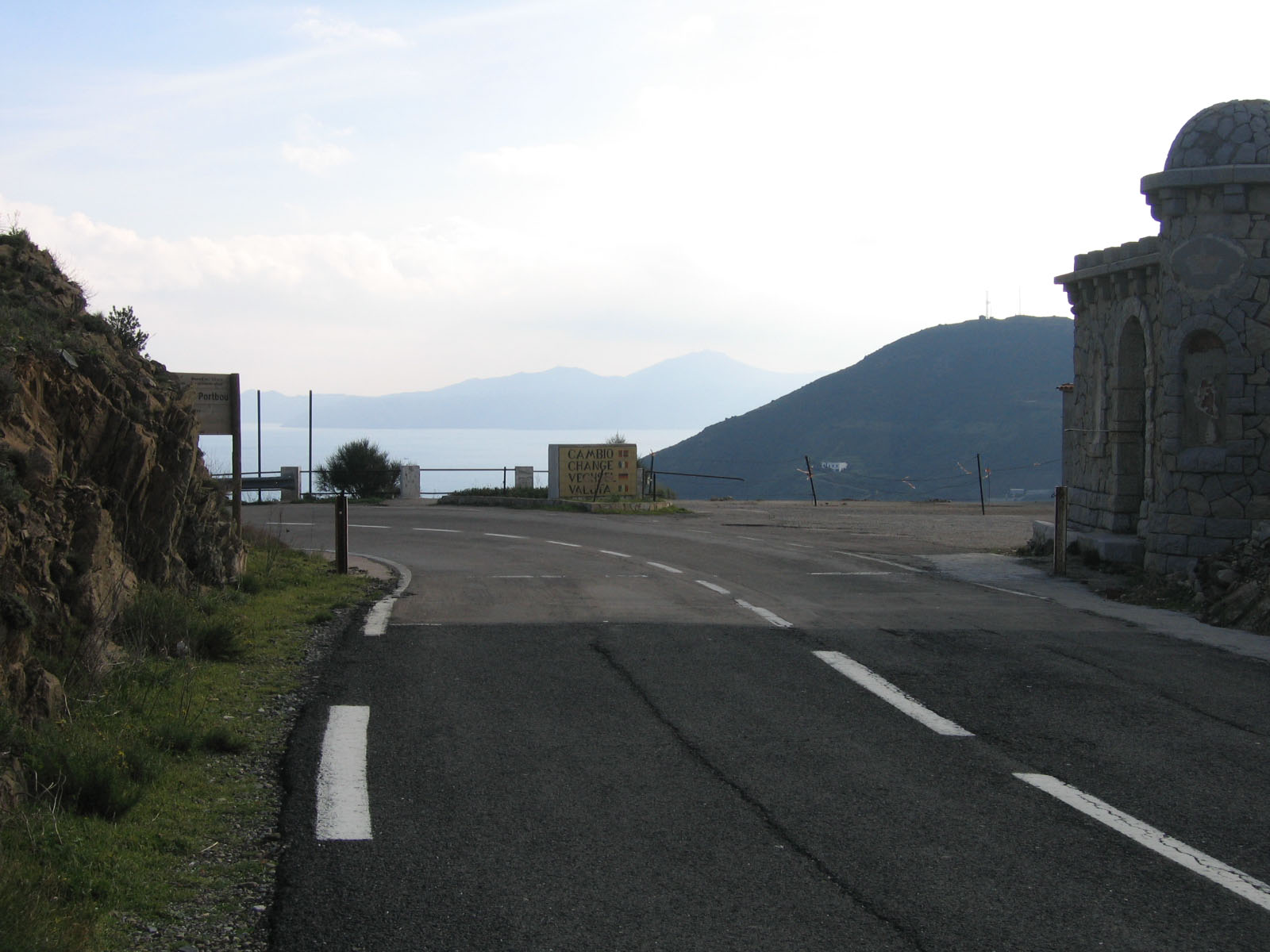
Frontera administrativa entre França i Espanya al Coll dels Belitres

- Coll de l'Arca.[40] Depressió de la serra de l'Albera.[41]
- Coll de Banyuls. Extensa depressió de la serra de l'Albera, situada entre el pic de l'Estela i el puig de la Calma.[42]
- Coll dels Belitres. Collada molt propera a la mar de la serra que separa l'Alt Empordà del Rosselló.[43]
- Coll de la Creu del Canonge. Aquesta collada separa les conques del riu Tec i de la Muga.[44]
- Coll Forcadell. Pertany a la serra de l'Albera, en el municipi de la Jonquera.[45]
- Coll Forcat. Coll de 810 metres dins el terme de la Jonquera, obert entre el pic de Llobregat i el puig Pinyer.[46]
- Coll de Lli. Depressió situada entre el puig de les Salines i la serra de l'Albera.[47]
- Coll de Malrem. Coll de 1.131 metres que separa el Ripollès del Vallespir.[48]
- Coll de Panissars. Coll de l'Albera situat a ponent del turó on s'alça el castell de Bellaguarda.[49]
- Coll del Pertús (coll del Portús). Pas del Pirineu Oriental que comunica la Jonquera (Alt Empordà) i el Pertús (Vallespir), situat entre el puig de Salines i el massís de l'Albera.[50]
- Coll del Portell. Collada situada entre el coll de Lli i el del Pertús.[51]
- Coll del Priorat. Coll de la serra de l'Albera que comunica l'Alt Empordà amb el Vallespir.[52]

## Colls de laBaixa Cerdanya
- Coll de Mercer[53]
- Coll de la Creu de Maians[53]
- Coll de Pendís[54]
- Coll d'Olopte[55]
- Port de Vallcivera[56]